# Schuwe vogels
Schuwe vogels is een roman uit 1937 van de Nederlandse schrijver Ed de Nève, pseudoniem van Jean Lenglet, uitgegeven door Em. Querido's Uitgeverij.

## Verhaal
Begin jaren dertig. Stephan woont op een kamer in het centrum van Amsterdam. Hij heeft zeer weinig geld en kan de kamerhuur ternauwernood betalen. Zijn hospita houdt geen rekening met hem en stoort hem dagelijks met haar harde radio. Stephan heeft een aantal leerlingen die hij Franse of Engelse les geeft. Maar naarmate de crisis van de jaren 30 voortduurt zeggen steeds meer leerlingen hem op. Hij heeft een eenzaam en eentonig leven, hij heeft verder geen vrienden of kennissen in Amsterdam. Hij is naar Amsterdam verhuisd omdat hij Helen wil vergeten met wie hij nog steeds getrouwd is, maar die hem bedrogen heeft. Helen woont nog in Parijs. Maar het lukt hem niet om haar te vergeten. Helen is nu bevriend met Leslie Bead, een oude vriend van Stephan. Bead wil met Helen trouwen maar Stephan weigert vooralsnog om van haar te scheiden.
Intussen kan Stephan zijn kamerhuur niet meer betalen en hij verhuist naar een kleiner kamertje in een volksbuurt bij een jong echtpaar, met wie hij goed bevriend raakt. Daardoor komt hij weer wat meer onder de mensen. Maar de crisis duurt voort en hij is genoodzaakt om te verhuizen naar een zolderkamertje van een pension. Hier begint hij zijn ervaringen op te schrijven waardoor hij de breuk met Helen objectiever kan zien. In het pension ontmoet hij Willy van Rijn, een vrijgevochten jonge vrouw die hem verleidt. Stephan wil graag naar Parijs om Helen te spreken maar hij heeft geen geld voor de reis. Willy biedt aan om het voor hem te betalen. Hij vertrekt naar Parijs maar daar krijgt hij van Bead te horen dat Helen is vertrokken naar de Côte d'Azur om tot rust te komen. Stephan vertrekt nu ook naar de Côte d'Azur maar hij loopt haar mis en zijn geld raakt op. Hij stuurt een brief naar Willy die hem direct komt ophalen. Ze gaan naar Parijs. Willy betaald alles in ruil voor zijn seksuele diensten. Na een week in Parijs is Stephan het zat en verbreekt de verhouding met Willy. Hij gaat wonen op kamers bij een vriend en vindt een goed betaalde baan bij een vertaalbureau. Al gauw heeft hij genoeg geld om een appartement te huren in Montmartre. Dan krijgt hij bezoek van Helen. Ze wil trouwen met Bead maar Stephan weigert om van haar te scheiden. Helen wordt kwaad en vertrekt.
Vier jaar later. Stephan is in Londen samen met een nieuwe vriendin. Hij ontmoet Bead die nu met Helen in Weybridge woont, in een bungalow aan de rivier de Wey. Helen is inmiddels alcoholiste en zij en Bead hebben doorlopend ruzie. Stephan is nu bereid om Bead te helpen en met Helen te praten. Hij wil nu graag van haar scheiden. Hij vertrekt met Bead naar de bungalow.

## Ontvangst
Het boek kreeg zowel positieve als negatieve kritieken. Helma Wolf-Catz beschreef het als een heel mannelijk boek dat onmogelijk door een vrouw geschreven zou kunnen zijn. Ze schrijft: "Boeiend is het boek zeker, men leest het in één adem uit". Kees van Bruggen (van het Algemeen Handelsblad) vergeleek het boek met August Strindberg's Dodendans. Gerard van Eckeren (van Eigen Haard) was teleurgesteld over het boek. Hij schreef: "Alles blijft op het platte vlak van het triviale".